# Enrico Redenti
Enrico Redenti (Parma, 15 dicembre 1883 – Parma, 1º gennaio 1963) è stato un giurista italiano.

## Biografia

### Gli studi
Nasce a Parma il 15 dicembre 1883. Il padre Alberto operava nel foro locale e insegnava all'Università varie discipline, fra cui codice civile, come allora era chiamata.
Morto il padre, la madre Lidia Bissoni, decide di trasferirsi a Roma per consentire al figlio di completare gli studi universitari di diritto. Qui Enrico Redenti incontra personaggi come Vittorio Scialoja, Vincenzo Simoncelli, Cesare Vivante e poi Giuseppe Chiovenda.
Si laurea il 15 ottobre 1904, discutendo con Simoncelli una dissertazione sui “Magistrati del lavoro”. Da qui nascerà il “Massimario della giurisprudenza dei probiviri” pubblicato nel 1906 e ristampato nel 1993 a cura di Severino Caprioli. Decisivo è l'incontro con Giuseppe Chiovenda, che lo avvia allo studio del diritto processuale civile, nel quale poi primeggerà. Le solide basi storiche, e romanistiche in particolare, si manifestano nel saggio del 1907 su “Pluralità di parti nel processo civile”, argomento su cui pubblica nel 1911 la nota monografia “Il giudizio civile con pluralità di parti”, ristampato nel 1960. Nel frattempo passa un periodo di studio a Berlino, per l'importanza che ha assunto la dottrina tedesca nel processo civilie.
Non trascura, però, gli studi di diritto sostanziale e cura le voci del Dizionario pratico del diritto privato, lo studio sulla natura giuridica della cambiale, la monografia del 1915, mai uscita in veste definitiva, La prova della data “riguardo ai terzi”.

### La carriera accademica
Quanto alla carriera accademica, nel 1908 consegue all'Università di Roma la libera docenza in procedura civile e ordinamento giudiziario, cattedra alla quale viene chiamato il 25 maggio 1908 come professore straordinario dell'Università di Camerino.
Nel 1909 passa a Perugia e nel 1911 a Parma, da qui, nel gennaio 1916, all'Università di Bologna, alla quale restò fedele per tutta la vita, non accettando la chiamata di Napoli, prima, di Roma poi. Nel 1954 è collocato fuori ruolo, nel 1959 in pensione, ed è nominato emerito.
Accanto al diritto processuale civile il Redenti insegna diritto commerciale all'Università Bocconi di Milano dal 1928-29 al 1940-41, pubblicando Dei contratti nella pratica commerciale nel 1931 e Dei contratti di alienazione a titolo oneroso nel 1935.
Subito dopo la caduta del fascismo è nominato rettore, funzione alla quale dedica poca attività a causa degli eventi bellici.

### Il Seminario dell'applicazione forense, l'Accademia dei Lincei e l'Accademia delle Scienze di Bologna
Membro del consiglio d'amministrazione dell'Università, fonda il Seminario di applicazione forense, poi Istituto di applicazione forense, dotato di autonomia da un decreto reale del 1923, da lui diretto per ventitré anni e a lui dedicato, nel quale tanti avvocati, magistrati e giovani studiosi, sono stati formati.
Membro dell'Accademia dei lincei e dell'Accademia delle scienze di Bologna, al cui rinnovamento nel periodo post bellico collabora, fonda nel 1947 con Antonio Cicu la Rivista trimestrale di diritto e procedura civile, presiede per molti anni l'Associazione italiana fra gli studiosi del processo civile e il comitato promotore dell'Istituto internazionale di diritto processuale (oggi Associazione mondiale).
All'avvocatura dedica una parte della sua giornata, ricevendo ammirazione e consensi che lo portano al Consiglio nazionale forense e a presiedere l'Ordine degli avvocati di Bologna, che gli dedica un busto a memoria nelle sale della Corte d'appello.

### La riforma del processo civile
Redenti partecipa anche ad alcune fasi della codificazione civile e processuale civile. Da ricordare il progetto che porta il suo nome relativo al processo di cognizione (ma in pratica esteso anche ad altre materie), redatto tra il 1933 e il 1936, al quale segue un successivo piano esteso all'intera procedura civile (progetto preliminare Solmi, 1937), opera di una commissione a cui è chiamato a far parte, unico esponente del mondo accademico. Nel 1939 a questo progetto segue una versione ulteriore, il "progetto definitivo Solmi", opera della medesima commissione integrata da altri magistrati e avvocati. Negli ultimi mesi del 1939 il nuovo ministro della Giustizia, Dino Grandi, costituisce una nuova commissione, affiancata da un comitato ristretto. Redenti partecipa ad ambedue gli organismi, in particolare ai lavori del comitato ristretto, cui sono membri, oltre allo stesso Grandi, Piero Calamandrei, Francesco Carnelutti e il magistrato Leopoldo Conforti. È dagli articolati redatti da queste commissioni che è originato il testo originale del codice di procedura civile del 1942. Si devono in buona parte a Redenti le norme, tuttora vigenti, in materia tutela giurisdizionale del codice civile del 1942.
L'attività scientifica si intensifica col progredire degli anni. Ai Profili pratici del diritto processuale civile, pubblicato per la scuola nel 1938, segue il Diritto processuale civile in tre volumi del 1951, che ha avuto più edizioni. E poi molti altri studi, fra i quali Breve storia semantica di “causa in giudizio” del 1961.
Enrico Redenti muore nei primi minuti del gennaio 1963.
Fra i suoi allievi, Tito Carnacini, che aveva partecipato ai lavori della commissione plenaria per il codice di procedura civile.

## Onorificenze
La città di Bologna, che gli aveva conferito l'“Archiginnasio d'oro”, gli dedica una via che confina con i giardini Margherita.